# Eugène Séguy
Eugène Séguy (Parijs, 21 april 1890 - Villejuif, 1 juni 1985) was een Frans entomoloog gespecialiseerd in tweevleugeligen.
Hij werkte bijna 50 jaar in het Muséum national d'histoire naturelle, waar hij van 1955 tot 1960 directeur was van het entomologisch laboratorium.
- Bibliothèque nationale de France: cb122909662 (data)
- Catàleg d'autoritats de noms i títols de Catalunya: 981058516949506706
- Gemeinsame Normdatei: 118842951
- International Standard Name Identifier: 0000 0001 1024 6248
- Library of Congress Control Number: n86104792
- Nationale Bibliotheek van Tsjechië: xx0038714
- Nationale Bibliotheek van Israël: 987007289583805171
- Nederlandse Thesaurus van Auteursnamen: 068975147
- LIBRIS: 174610
- Système universitaire de documentation: 031752497
- Virtual International Authority File: 34520947
- WorldCat: E39PBJcr8v3jXM4dJ9yRBVTPwC